# Storavan
Der Storavan ist ein See im Norrbottens län im Norden Schwedens, dessen Abfluss reguliert wird.
Er wird vom Skellefte älv durchflossen. 
Er ist der kleinste der drei großen Seen im Flusssystem des Skellefte älv.
Die beiden anderen sind die westlich gelegenen Seen Uddjaure und Hornavan. 
Die Wasserfläche beträgt 172 km² bei einer normalen Wasserspiegelhöhe von 419 m.
Die tiefste Stelle im See beträgt 21 m. 
Vor der letzten Eiszeit hatte der Storavan seinen Abfluss an seinem südöstlichen Ende bei Avaviken und wurde über den Byskeälven zum Bottnischen Meerbusen entwässert. 
Heute fließt das Wasser des Storavan vom südlichen Ufer über den Bergnäsälven zum benachbarten See Naustajaure ab.
Die Stromschnellen am Bergnäsälven sind ein beliebter Platz für Freizeitangler.